# Нова-Надежда
Нова-Надежда (болг. Нова Надежда) — село в Болгарии. Находится в Хасковской области, входит в общину Хасково. Население составляет 734 человека.

## Политическая ситуация
В местном кметстве Нова-Надежда, в состав которого входит Нова-Надежда, должность кмета (старосты) исполняет Митко Тончев Димитров (коалиция партий: партия «Родина», демократический союз «Радикалы») по результатам выборов правления кметства.
Кмет (мэр) общины Хасково — Георги Иванов Иванов (коалиция партий: партия «Родина», демократический союз «Радикалы») по результатам выборов в правление общины.